# Skaly Kondratjuka
Die Skaly Kondratjuka (Transkription von russisch Скалы Кондратюка) sind eine Gruppe von Felsvorsprüngen an der Shackleton-Küste der antarktischen Ross Dependency. Sie ragen an der Nordostflanke des Mount Madison auf.
Russische Wissenschaftler benannten die Gruppe nach dem sowjetischen Ingenieur und Raumfahrttheoretiker Juri Wassiljewitsch Kondratjuk (1897–1942).